# Система управления клиническими данными
Система управления клиническими данными (англ. Clinical data management system, CDMS) — это инструмент, используемый в клинических исследованиях для управления данными клинического исcледования. Данные клинического исследования, собранные в исследовательском центре в форме отчета о клиническом случае, хранятся в CDMS. Чтобы снизить вероятность возникновения ошибок из-за человеческого фактора, в системах используются разнообразные средства проверки данных. Системы управления клиническими данными могут быть автономными или частью функциональности CTMS. CTMS с функцией управления клиническими данными может помочь с проверкой клинических данных, а также помогает сайту использовать его для других важных действий, таких как создание реестров и помощь в наборе пациентов.

## Классификация
CDMS можно разделить на бумажные и электронные системы сбора данных.

### Бумажные системы
Формы отчетов о случаях заболевания заполняются вручную на месте и отправляются по почте в компанию, для которой проводится исследование. Данные в формах переносятся в систему CDMS путем ввода данных. Наиболее популярным методом является двойной ввод данных, когда два разных оператора вводят данные в систему независимо друг от друга и обе записи сравниваются системой. В случае если вводимые значения противоречат друг другу, система предупреждает об этом, и проверка может быть выполнена вручную. Еще один метод — однократный ввод данных.
Затем данные в CDMS передаются для валидации. Кроме того, в этих системах при валидации уточнение данных от участков осуществляется с помощью бумажных форм, которые распечатываются с описанием проблемы и отправляются на участок исследователя, а участок отвечает на вопросы, заполняя формы и отправляя их обратно.

### Электронные системы сбора данных
В такие CDMS исследователи загружают данные напрямую, а затем их может просмотреть проверяющий персонал. После того как данные загружены по участкам, команда по валидации данных может направить участкам электронные предупреждения в случае возникновения каких-либо проблем. Такие системы исключают использование бумаги при валидации данных клинических исследований.

## Управление клиническими данными
После проверки данных на наличие ошибок при наборе их можно проверять на наличие логических ошибок. Примером может служить проверка даты рождения пациента, чтобы убедиться, что он соответствует критериям включения в исследование. Эти ошибки выносятся на рассмотрение, чтобы определить, есть ли ошибки в данных или требуются разъяснения со стороны исследователя.
Еще одна функция, которую может выполнять CDMS, — кодирование данных. В настоящее время кодирование обычно сосредоточено вокруг двух областей — терминов нежелательных явлений и названий лекарств. Учитывая количество ссылок, которые могут быть сделаны для терминов нежелательных явлений или названий лекарств, стандартные словари этих терминов могут быть загружены в CDMS. Элементы данных, содержащие термины нежелательных явлений или названия лекарств, могут быть связаны с одним из этих словарей. Система может проверять данные в CDMS и сравнивать их со словарями. Несовпадающие элементы могут быть помечены для дальнейшей проверки. Некоторые системы позволяют хранить синонимы, чтобы система могла сопоставлять распространенные сокращения и сопоставлять их с правильным термином. Например, ацетилсалициловая кислота может быть сопоставлена с общепринятым аспирином. Популярными словарями нежелательных явлений являются MedDRA и WHOART, а популярными словарями лекарственных средств — COSTART и Словарь лекарств ВОЗ.
По окончании клинического исследования данные извлекаются из CDMS и предоставляется статистикам для дальнейшего анализа. Проанализированные данные сводятся в отчет о клиническом исследовании и направляются для утверждения в регулирующие органы.
Большинство компаний — производителей лекарств используют веб-системы для сбора, управления и составления отчетов о клинических данных. Это не только помогает быстрее и эффективнее собирать данные, но и ускоряет процесс разработки лекарств. В таких системах исследования могут быть организованы для каждого испытания препарата. Встроенные проверки редактирования помогают удалить ошибочные данные. Система также может быть подключена к другим внешним системам. Например, RAVE можно подключить к средству IVRS (интерактивной системы голосового управления) для сбора данных путем прямого опроса пациентов по телефону. Хотя системы IRT (технология интерактивного реагирования; IVRS/IWRS) чаще всего связаны с включением пациента в исследование, таким образом система определяет группу лечения, в которую пациент будет входить, и номера лечебных наборов, выделенные для этой группы (если это применимо). Помимо довольно дорогих коммерческих решений, на рынке появляется все больше и больше систем управления клиническими данными с открытым исходным кодом . Для использования CDMS в зарегистрированных FDA исследованиях лекарственных средств требуется соответствие федеральным правилам 21 CFR, часть 11 . Требования части 11 включают журналы аудита, электронные подписи и общую проверку системы.